# Montague County
Montague County je okres ve státě Texas v USA. K roku 2010 zde žilo 19 719 obyvatel. Správním městem okresu je Montague. Celková rozloha okresu činí 2 429 km².